# Løgtingswahl 1940
- Sozialdemokraten: 6
- Selbstverwaltung: 4
- Unionisten: 8
- Volkspartei: 6

Die Løgtingswahl 1940 auf den Färöern fand am 30. Januar 1940 statt, wenige Monate vor der Besetzung Dänemarks durch Nazi-Deutschland und der kurz darauf folgenden britischen Besatzung der Färöer im April 1940.

## Die Wahl
Großer Gewinner war der Fólkaflokkurin, der kurz zuvor im Dezember 1939 aus Thorstein Petersens Partei Vinnuflokkurin und Abtrünnigen des Sjálvstýrisflokkurin um Jóannes Patursson gebildet worden war. Die Partei wurde direkt zweitstärkste Kraft im Parlament.
Großer Verlierer dieser Wahl war der Sjálvstýrisflokkurin, dessen Stimmenanteil sich halbierte. Die Partei hat sich von diesem Aderlass nie wieder richtig erholt und gehörte von nun an zu den kleineren Parteien.
Der Sambandsflokkurin konnte sein Ergebnis von 1936 in etwa halten und blieb mit einem Drittel aller Stimmen weiterhin die größte Partei.
Auch der Javnaðarflokkurin konnte sein Ergebnis halten und blieb mit einem Viertel aller Stimmen drittstärkste Kraft.
Die streng separatistisch ausgerichtete Partei Loysingarflokkurin ging leer aus, ebenso ein unabhängiger Kandidat.
Schon bei dieser ersten Teilnahme an einer Wahl konnte sich der Fólkaflokkurin im Løgting, dem färöischen Parlament, sichtbar etablieren
und sollte von nun an eine bestimmende Größe in der Politik der 17 Inseln sein. Das Ziel der Partei war die Unabhängigkeit der Färöer unter völliger Loslösung von Dänemark. Ihr gegenüber stand der Block aus Sambandsflokkurin, Javnaðarflokkurin und Sjálvstýrisflokkurin,
der weiterhin auf eine mehr oder weniger enge Bindung an Dänemark setzte.

## Ergebnisse der Løgtingswahl vom 30. Januar 1940
Durch diese Wahl veränderte sich die Anzahl der 24 Abgeordnetensitze im Løgting nicht. An der Wahl hatten sich fünf Parteien und ein unabhängiger Kandidat beteiligt, von denen vier Parteien den Einzug ins Parlament schafften.
| Partei                   | Stimmen | Prozent | Sitze |  |
| ------------------------ | ------- | ------- | ----- |  |
| B – Sambandsflokkurin    | 2.722   | 32,3    | 8     |  |
| A – Fólkaflokkurin       | 2.084   | 24,7    | 6     |  |
| C – Javnaðarflokkurin    | 2.012   | 23,9    | 6     |  |
| D – Sjálvstýrisflokkurin | 1.365   | 16,2    | 4     |  |
| L – Loysingarflokkurin   | 139     | 1,6     | 0     |  |
| U – Unabhängige          | 109     | 1,3     | 0     |  |
| Gesamt                   | 8.431   | 100     | 24    |  |

## Folgen
Das Wahlergebnis hatte große Bedeutung für die Besatzungsjahre während des Krieges. Auch wenn die Färöer nach der Besetzung Dänemarks im April 1940 formal weiter ein dänisches Amt mit dem Amtmann Hilbert an der Spitze blieben, wurde aufgrund der veränderten Lage auch in Hinblick auf die britische Besatzung im Mai von den drei unionistisch gesinnten Parteien Sambandsflokkurin, Javnaðarflokkurin und Sjálvstýrisflokkurin ein von Edward Mitens vom Sjálvstýrisflokkurin entworfenes einstweilig geltendes Regierungs- und Verwaltungssystem für die Färöer beschlossen, das vom dänischen Amtmann Hilbert akzeptiert und unterzeichnet wurde und bis Ende März 1948 in Kraft bleiben sollte. Lediglich der Fólkaflokkurin erhob gegen das einstweilig geltende Regierungssystem Einwände und das Verhältnis zwischen Thorstein Petersen vom Fólkaflokkurin und Amtmann Hilbert kühlte daraufhin über die Kriegsjahre merklich ab.